# الکساندر همیلتون-گوردون
الکساندر همیلتون-گوردون (انگلیسی: Alexander Hamilton-Gordon؛ ۱۱ دسامبر ۱۸۱۷ – ۱۸ مه ۱۸۹۰ (۷۲ ساله)) فرد نظامی اهل پادشاهی متحد بریتانیای کبیر و ایرلند بود. وی همچنین برندهٔ جوایزی همچون نشان حمام شده‌است.